# جاك هاملتون
جاك هاملتون (بالإنجليزية: Jack Hamilton)‏ (22 مارس 1994 في المملكة المتحدة - ) هو لاعب كرة قدم بريطاني في مركز حراسة المرمى. شارك مع منتخب اسكتلندا تحت 16 سنة لكرة القدم ومنتخب اسكتلندا تحت 17 سنة لكرة القدم ومنتخب اسكتلندا تحت 19 سنة لكرة القدم ومنتخب اسكتلندا تحت 21 سنة لكرة القدم. أما مع النوادي، فقد لعب مع هارت أوف ميدلوثيان ونادي إيست فيف ونادي ستنهاوسموير وفورفار أثلتيك ‏.

## وصلات خارجية
- جاك هاملتون على موقع الاتحاد الأوربي (الإنجليزية)
- جاك هاملتون على موقع قاعدة بيانات كرة القدم.إي يو (الإنجليزية)
- جاك هاملتون على موقع Soccerbase.com (لاعب) (الإنجليزية)
- جاك هاملتون على موقع Soccerway.com (الإنجليزية)
- جاك هاملتون على موقع عالم كرة القدم.نت (الإنجليزية)